# Tepich Carrillo
Tepich Carrillo es una localidad rural, ubicada en el estado mexicano de Yucatán, en el municipio de Acanceh que se encuentra en la Zona Influencia Metropolitana o Región VI del mismo estado.
La localidad tiene una altitud de 10 metros sobre el nivel del mar y su población era de 914 habitantes en 2010, según el censo realizado por el INEGI. El poblado se localiza a una distancia de 22 km de la ciudad capital del estado, Mérida.
Historia: Finca de Tepich, que a la postre se llamaría Tepich de Carrillo, don Julián Carrillo, Propietario era poseedor de varias fincas en la zona, don Julián tenía más propiedades y Tepich fue de las más importantes y por su apellido se le llama hasta ahora “Tepich de Carrillo”, no obstante, tenía la Hda. Subinkankab, Santa Rita Xixil, Santa Xnactunchén, San Antonio Ranún y San Miguel Sihonal. don Julián aparte de sus actividades de sus Haciendas era un prestamista, y entre sus clientes estaban los Arrigunaga, Barbachano, Peón, de Regil, entre otros. (Ver seis haciendas Henequeneras, Fidelio Quintal Martin). Para 1922 ya estaba como propietaria de la finca su esposa, ya viuda para ese año, doña Virginia Castillo. 

## Geografía

### Localización
Tepich Carrillo se localiza en las coordenadas 20°52′35″N 89°29′54″O / 20.87639, -89.49833 (20.876389, -89.498333). De acuerdo con el censo de 2010, la población tenía una altitud promedio de 10 metros sobre el nivel del mar.

## Demografía
Según el censo de 2010 realizado por el INEGI, la población de la localidad era de 914 habitantes, de los cuales 463 eran hombres y 451 mujeres.

## Galería

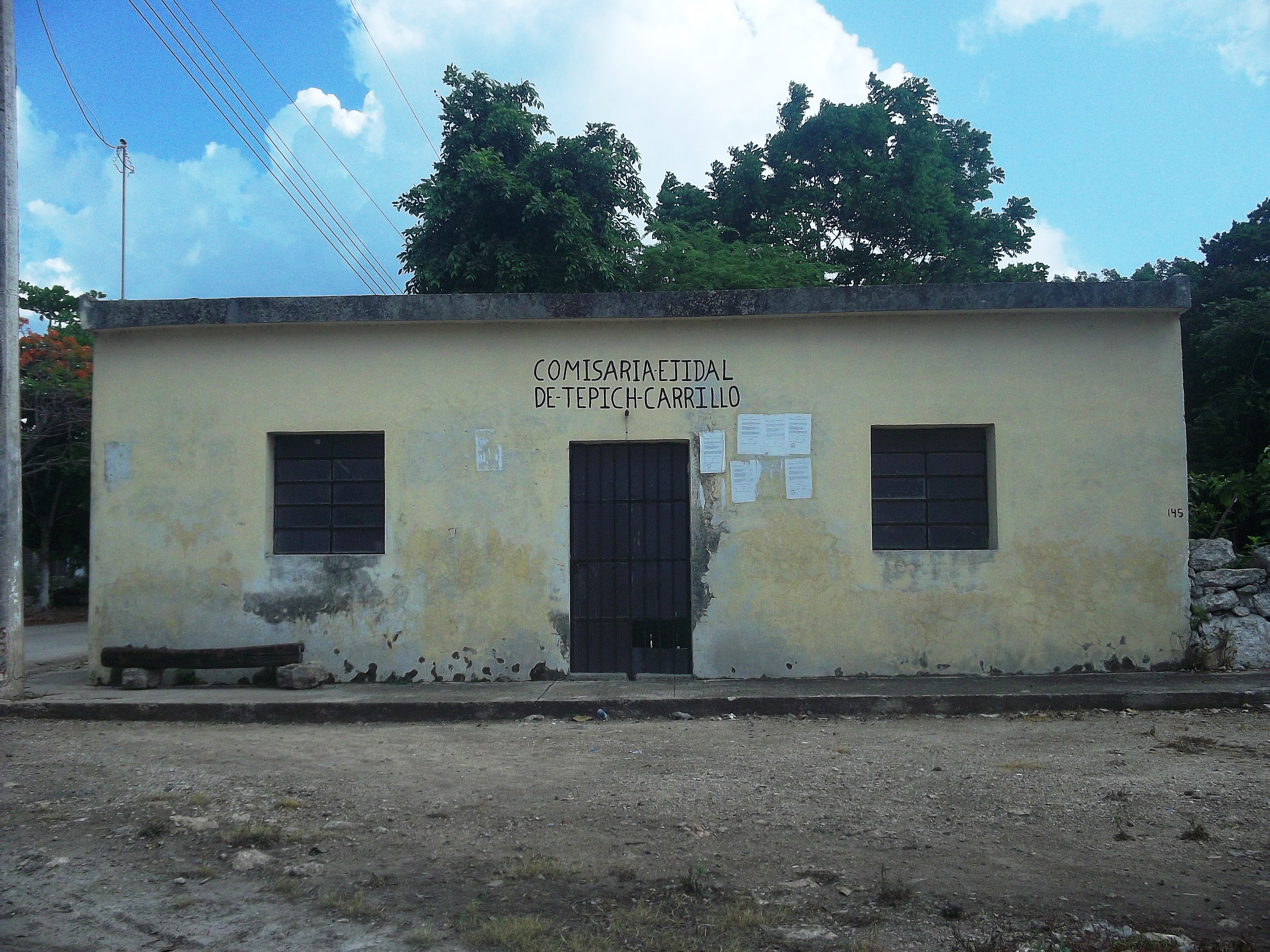
Casa ejidal de Tepich Carrillo.
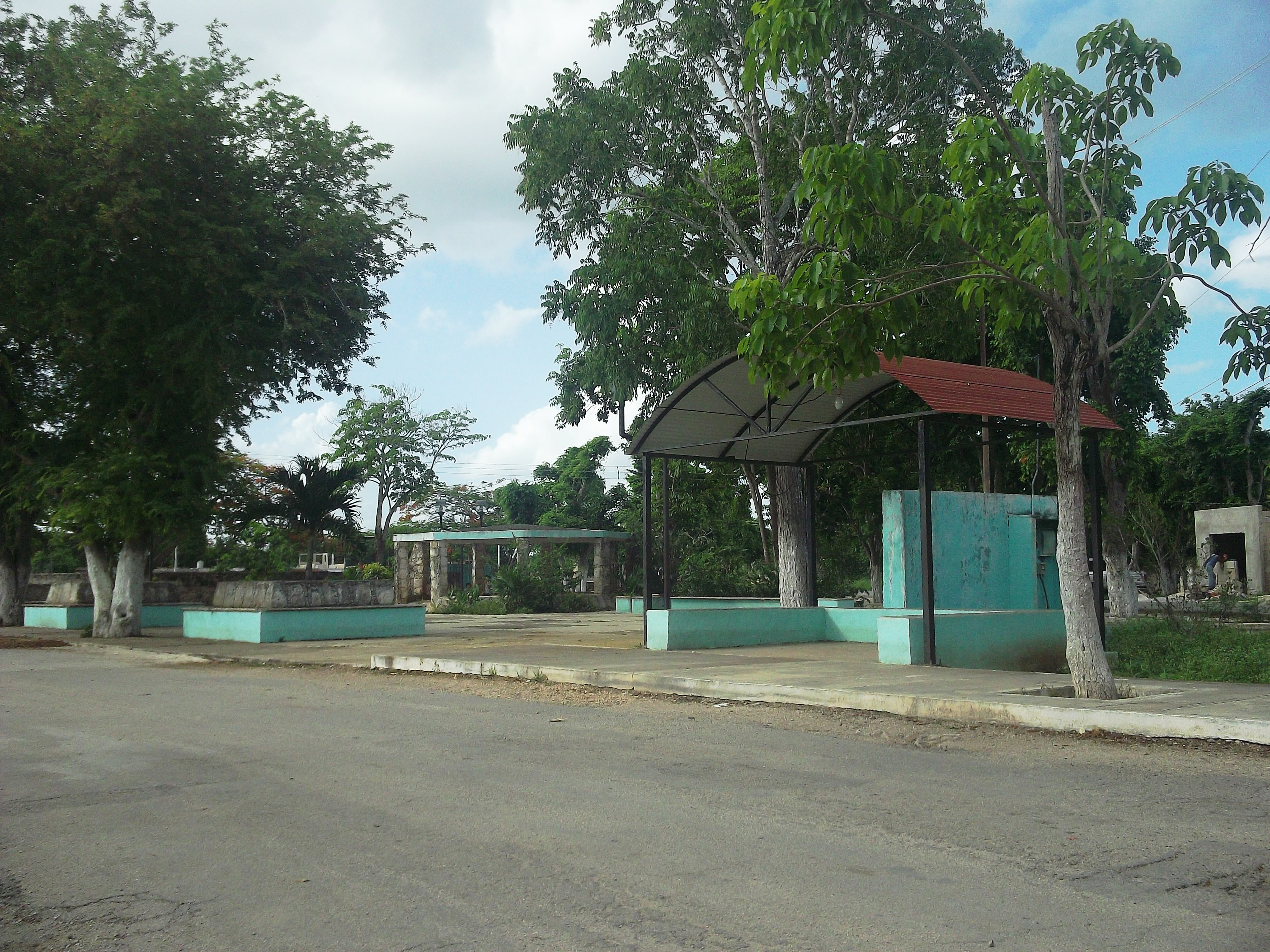
Parque principal de Tepich Carrillo.
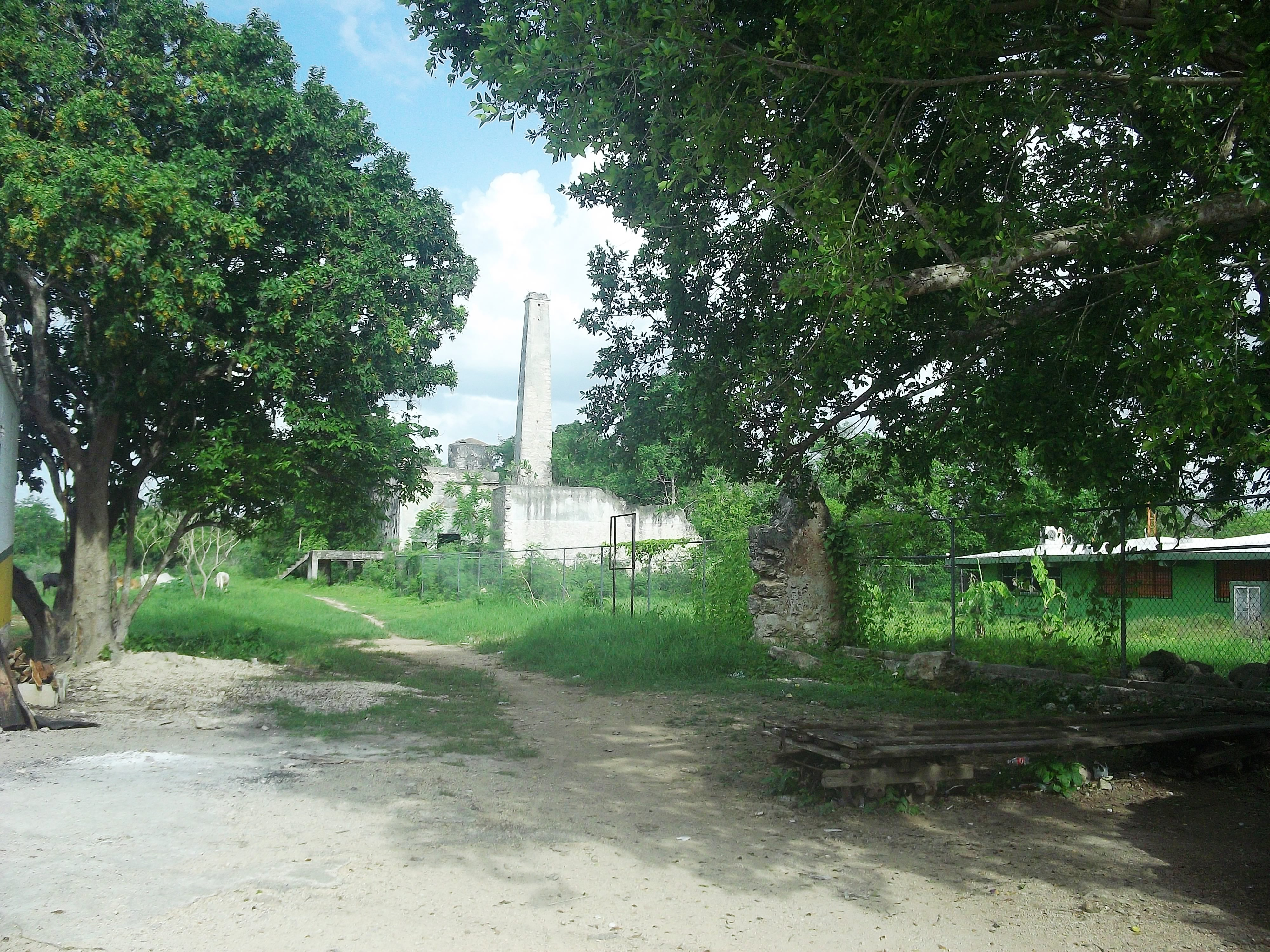
Hacienda de Tepich Carrillo.
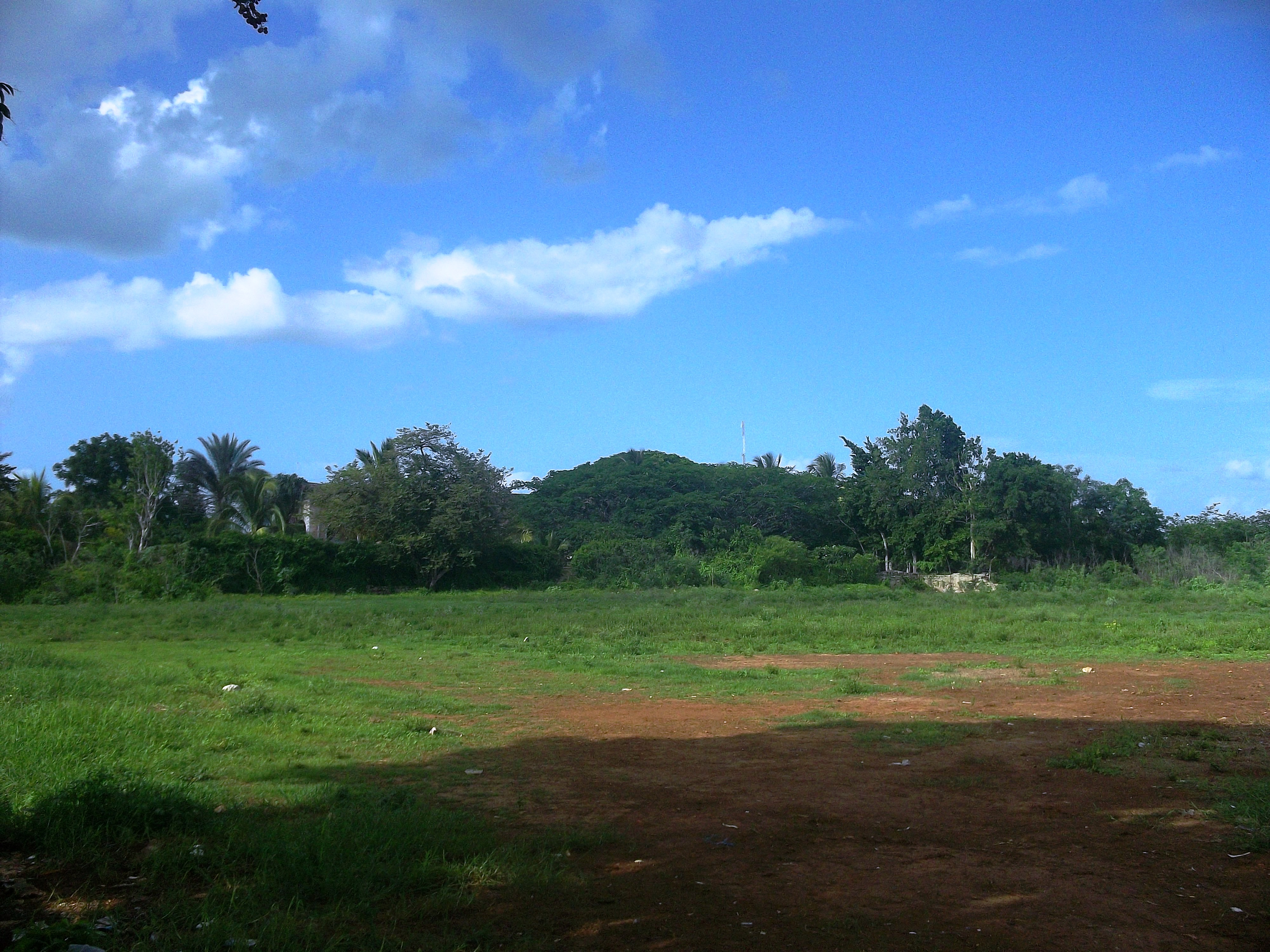
Hacienda de Tepich Carrillo.
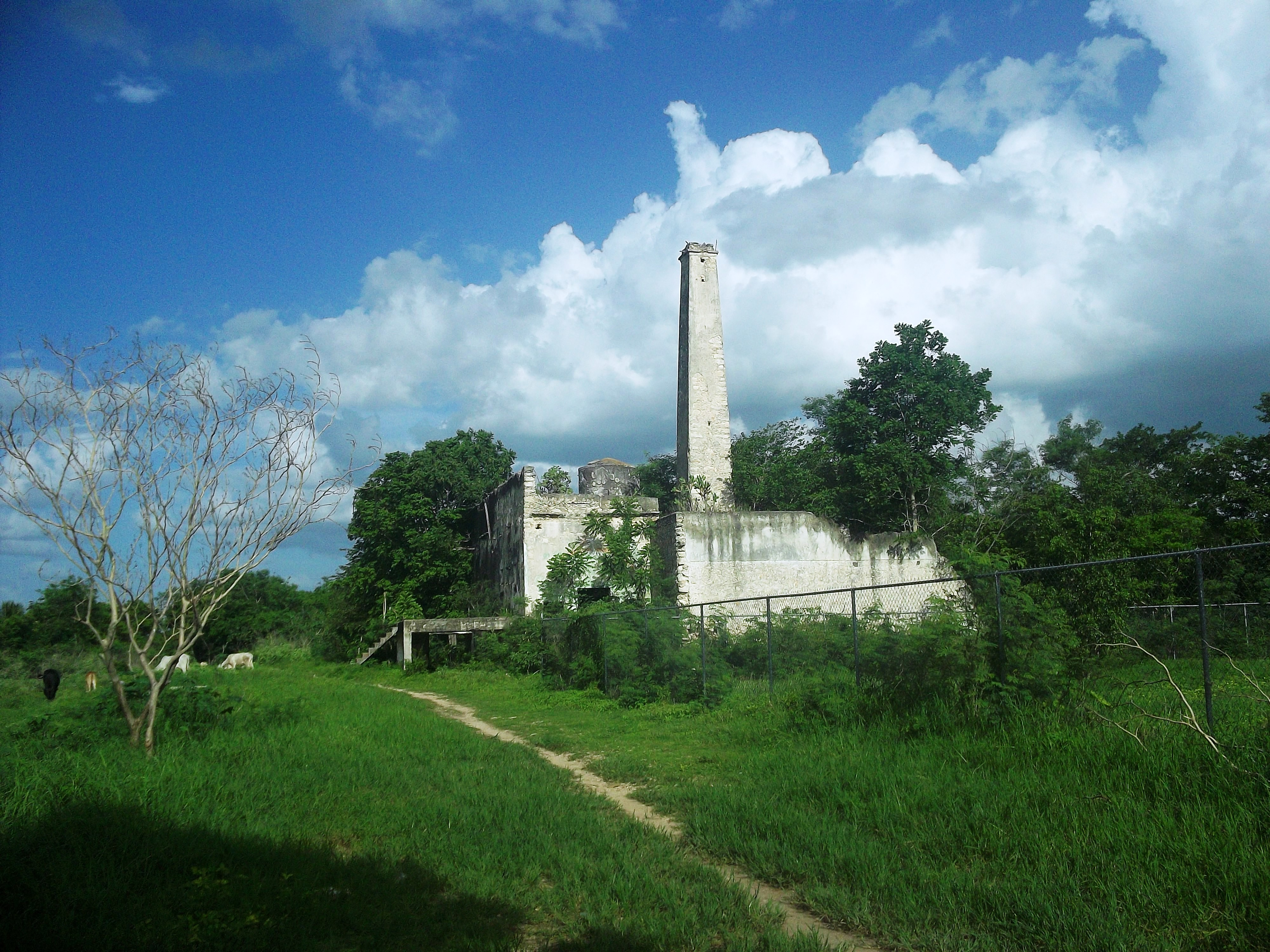
Hacienda de Tepich Carrillo.
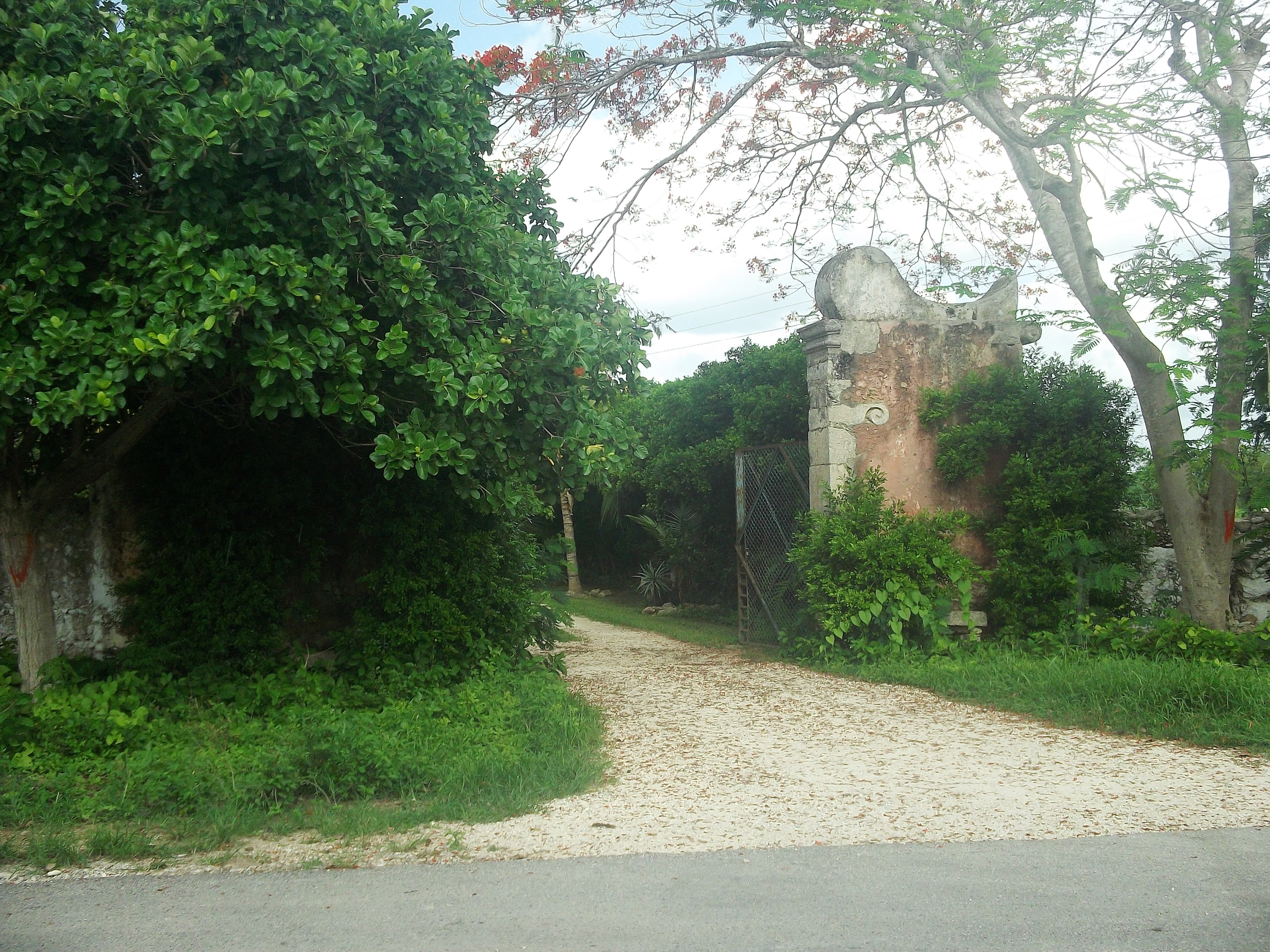
Hacienda de Tepich Carrillo.
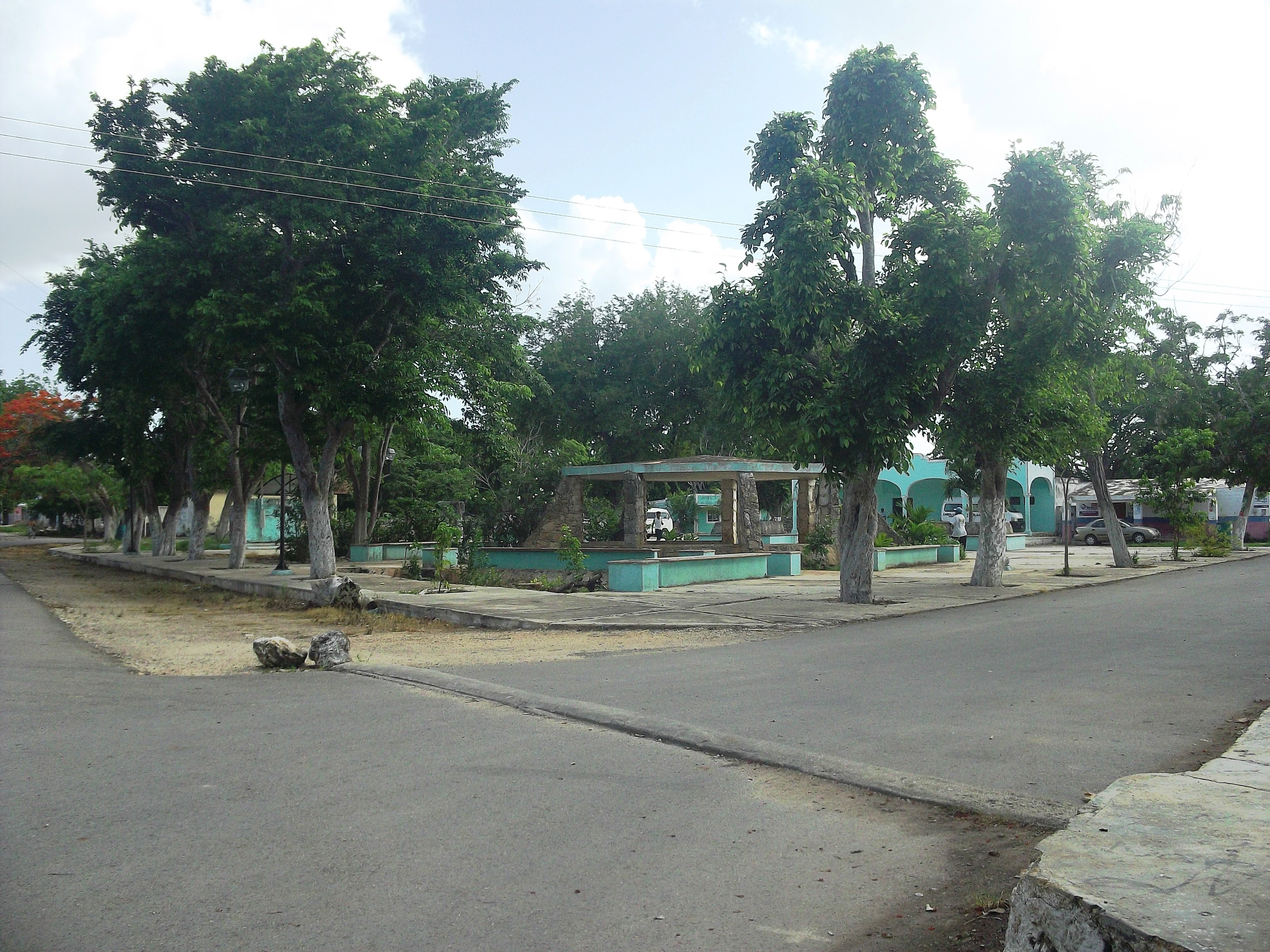
Parque principal de Tepich Carrillo.
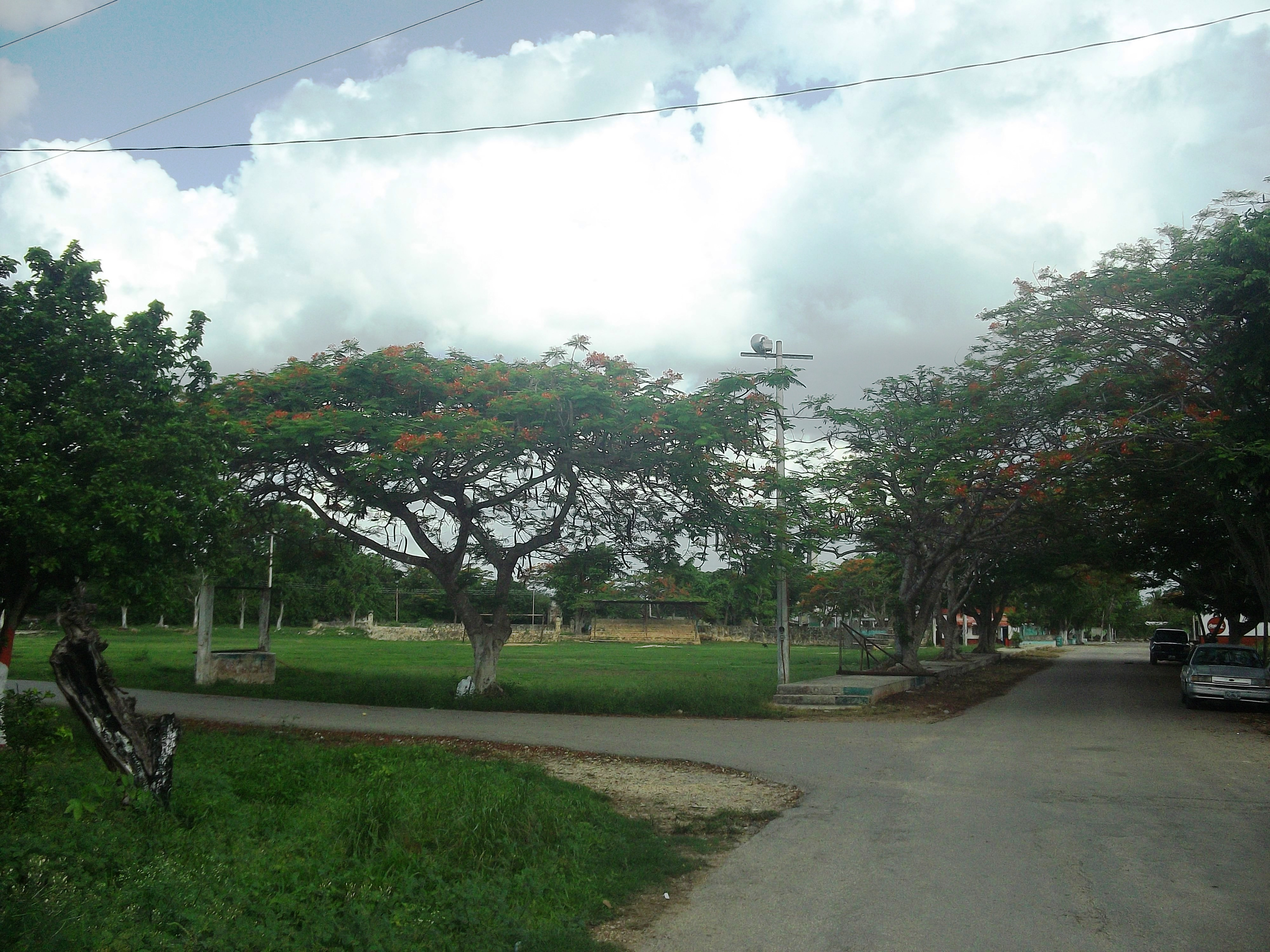
Parque principal de Tepich Carrillo.